# Exostose

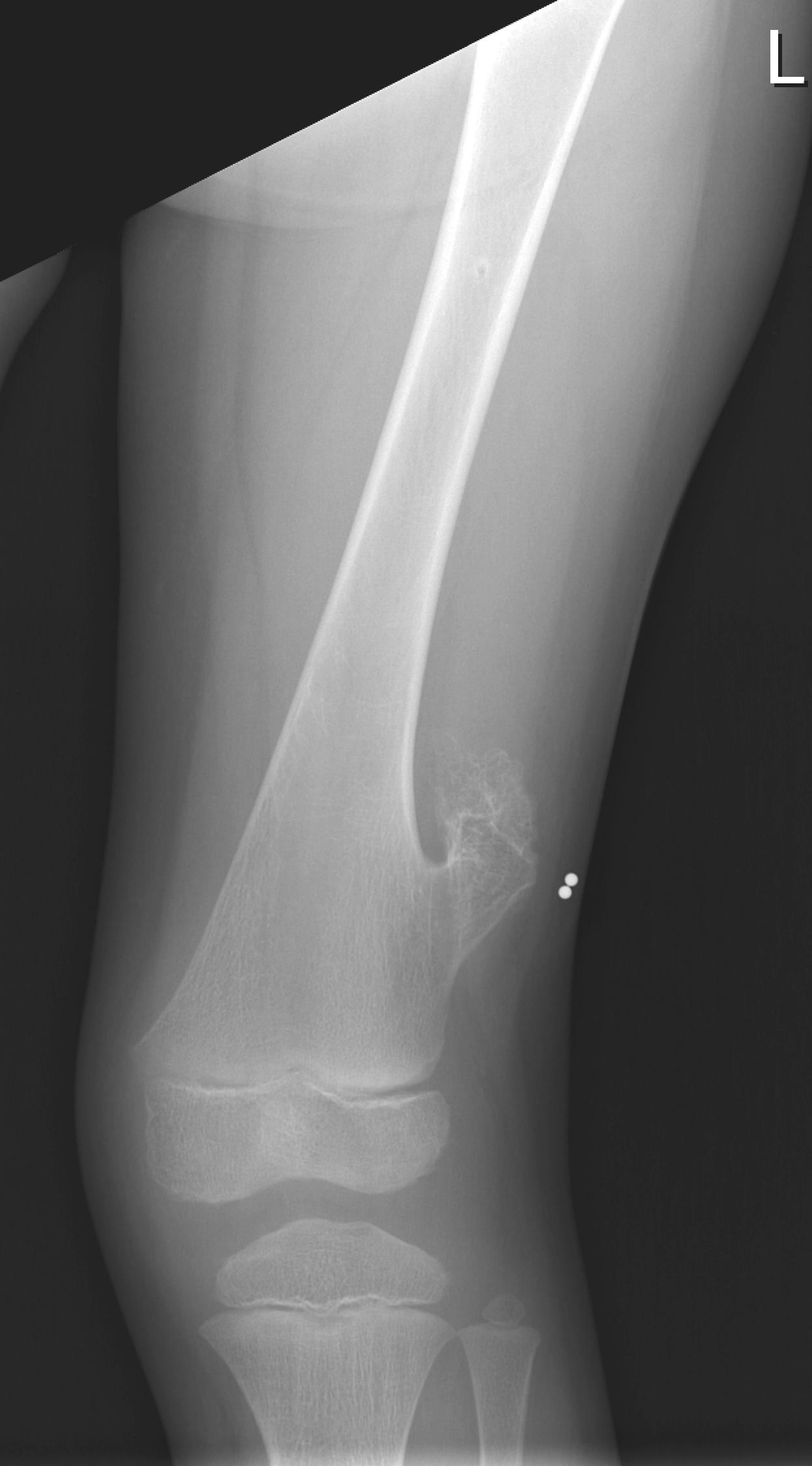
Röntgenfoto van het linker dijbeen van een 5-jarige jongen met een exostose aan de laterale zijde (rechts op afbeelding), net boven de knie. (De twee witte bolletjes in beeld is een markering bestaande uit loodkorrels.)

Exostose is een benige uitwas van bot, bedekt met een kraakbeenkap. De afwijking komt vooral bij kinderen voor; de afwijking kan tijdens de groei van het kind groter worden. Dat is normaal. Na de groei van het kind is groter worden van de exostose vreemd; men moet dan rekening houden met kwaadaardige ontaarding. De kans op kwaadaardige ontaarding is 1% bij enkel voorkomende exostosen en minstens 10% bij leden van families, die deze afwijkingen vrijwel allemaal in veelvoud hebben. Zorgvuldige controle is bij hen gewenst. Exostosen komen in alle beenderen voor.
Exostose kan ook voorkomen in de gehoorgang, met name door frequente blootstelling aan koud water en wind. Men noemt deze vorm van exostose ook surfersoor.
Exostose wordt ook gebruikt in de biologie om natuurlijk gevormde benige uitsteeksels van botten van dieren aan te duiden. Een voorbeeld zijn de verhoornde delen aan de kop van sommige kikkers.